# Kerk van de Heilige Drievuldigheid (Autry-Issards)
De kerk van de Heilige Drievuldigheid (Frans: Église de la Sainte-Trinité) is een romaanse kerk uit de elfde en twaalfde eeuw gelegen in  Autry-Issards in het departement Allier. 

## Beschrijving
De kerk heeft een enkel schip met drie traveeën voorzien van zware steunberen. Het gebouw wordt afgesloten door een halfronde apsis geflankeerd door twee absidiolen. Aan de zuidkant bevindt zich een vierkante klokkentoren met een stenen spits.
Boven de hoofdingang bevindt zich een fraai timpaan uit de twaalfde eeuw. Hierop zijn de aartsengelen Michaël en Rafaël te zien die een lege mandorla omzoomd met parels vasthouden waarin wellicht Christus geschilderd was. De scene is geplaatst in een kerk te herkennen aan de arcaden waaraan lampen hangen en de daken erboven. Boven de mandorla bevindt zich een afdakje in de vorm van een mijter met daaronder een Latijnse inscriptie: + PENAS REDDO MALIS PREMIA DONO BONIS ("Ik straf het kwade, ik beloon het goede") Onderaan valt een tweede inscriptie te lezen: + CUNCTA DEUS FECI HOMO FACTUS CUNCTA REFECI + NATALIS ME FE(CIT). ("Ik, God, maakte alle dingen; mens gemaakt, maakte ik alle dingen opnieuw / Natalis maakte mij") Het is een zeldzaam voorbeeld van een gesigneerd werk uit deze periode. Wellicht dat deze Natalis niet alleen het beeldhouw- maar ook het schilderwerk verzorgd heeft. 
In de kerk hangt een schilderij van de bewening van Christus dat wordt toegeschreven aan Jean Perréal, een van de meest gewaardeerde schilders van zijn tijd. Het werk is gemaakt ter ere van het huwelijk van Claude de Dreuille en Jeanne de Gouzolles op 16 januari 1493. De echtelieden staan rechts afgebeeld met hun vier kinderen, een meisje en drie jongens, die later zijn toegevoegd. Jeanne de Gouzolles houdt haar getijdenboek in de hand. Links zijn de ouders van Claude de Dreuille te zien en de moeder van zijn vrouw. In het midden ligt Jezus aan de voeten van zijn moeder Maria, Johannes de Evangelist en Maria Magdalena. Daarnaast zijn enkele (bescherm)heiligen geschilderd, van links naar rechts: Catharina van Alexandrië met een zwaard, Johannes de Doper, die naar het lam wijst, Hiëronymus in de kleding van een kardinaal en Marta met een emmer met wijwater en kwast. Op de achtergrond zijn een heuvel (Golgotha) en een stad (Jeruzalem) te zien. Het werk bevindt zich in slechte staat mede als gevolg van enkele restauraties.
In het interieur vallen daarnaast nog enkele gegroefde pilasters met kapitelen met bloemen op en een veertiende-eeuws polychroom beeld van Christus op een troon.

## Afbeeldingen

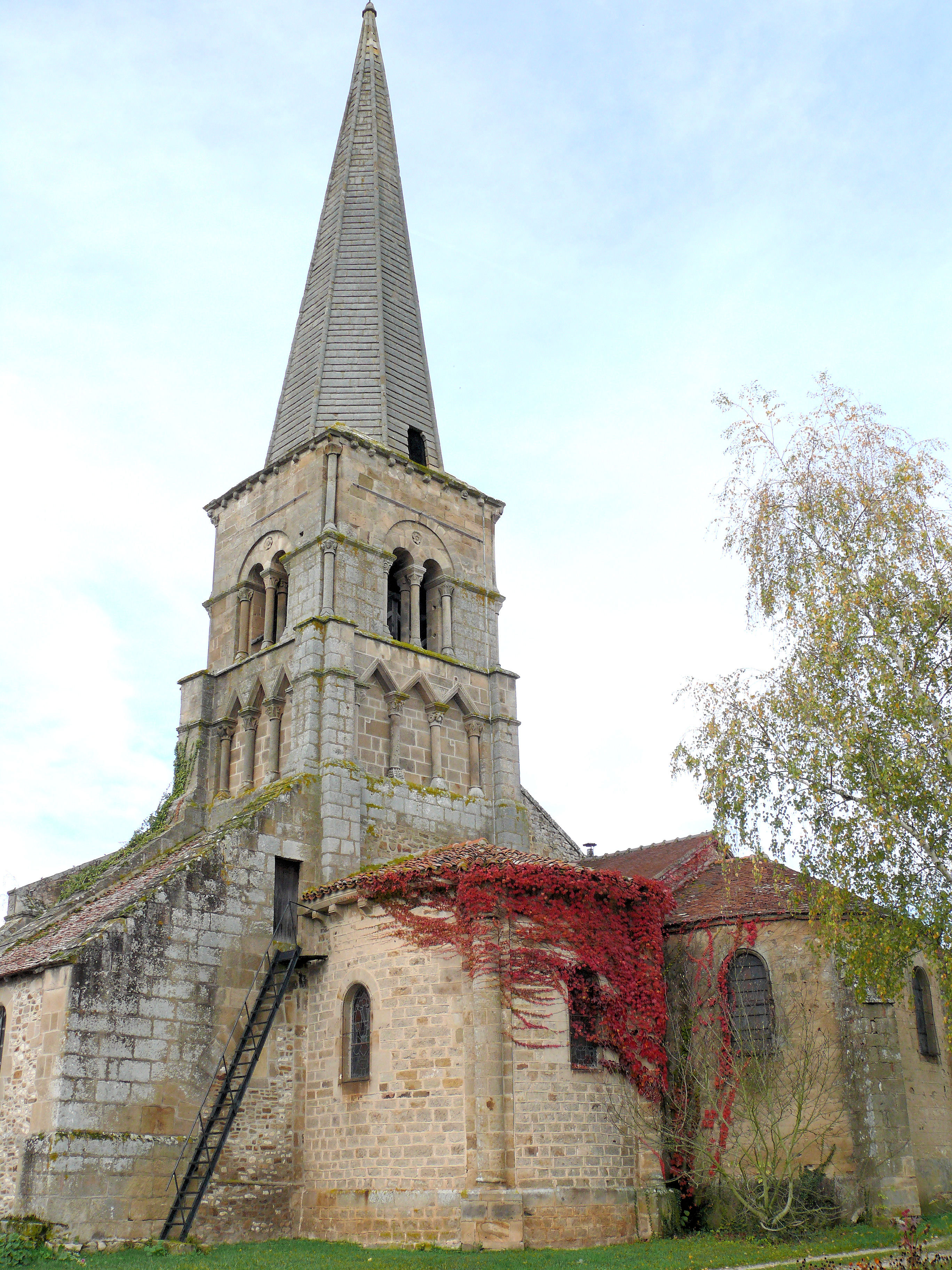
chevet en klokkentoren
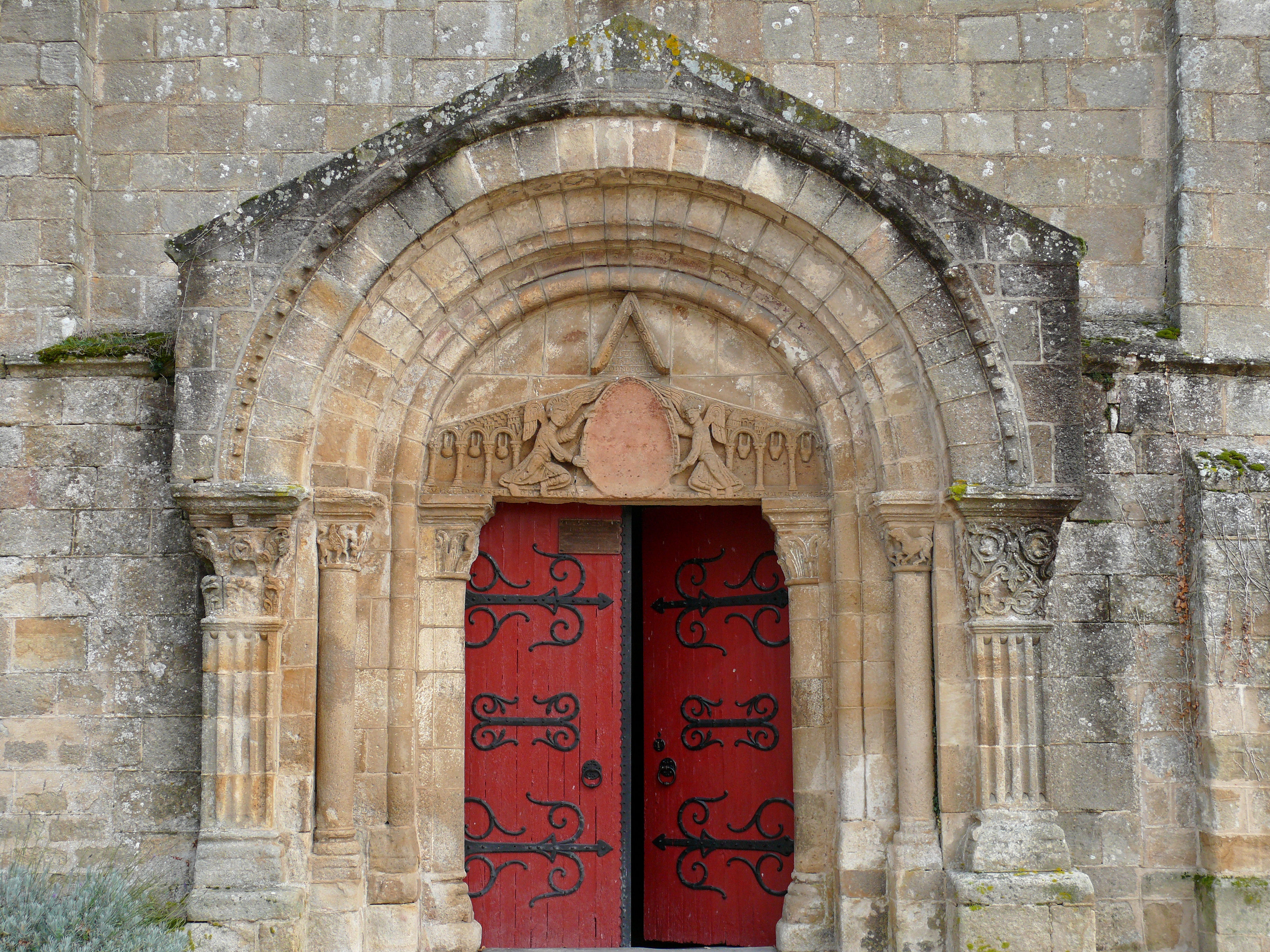
hoofdportaal
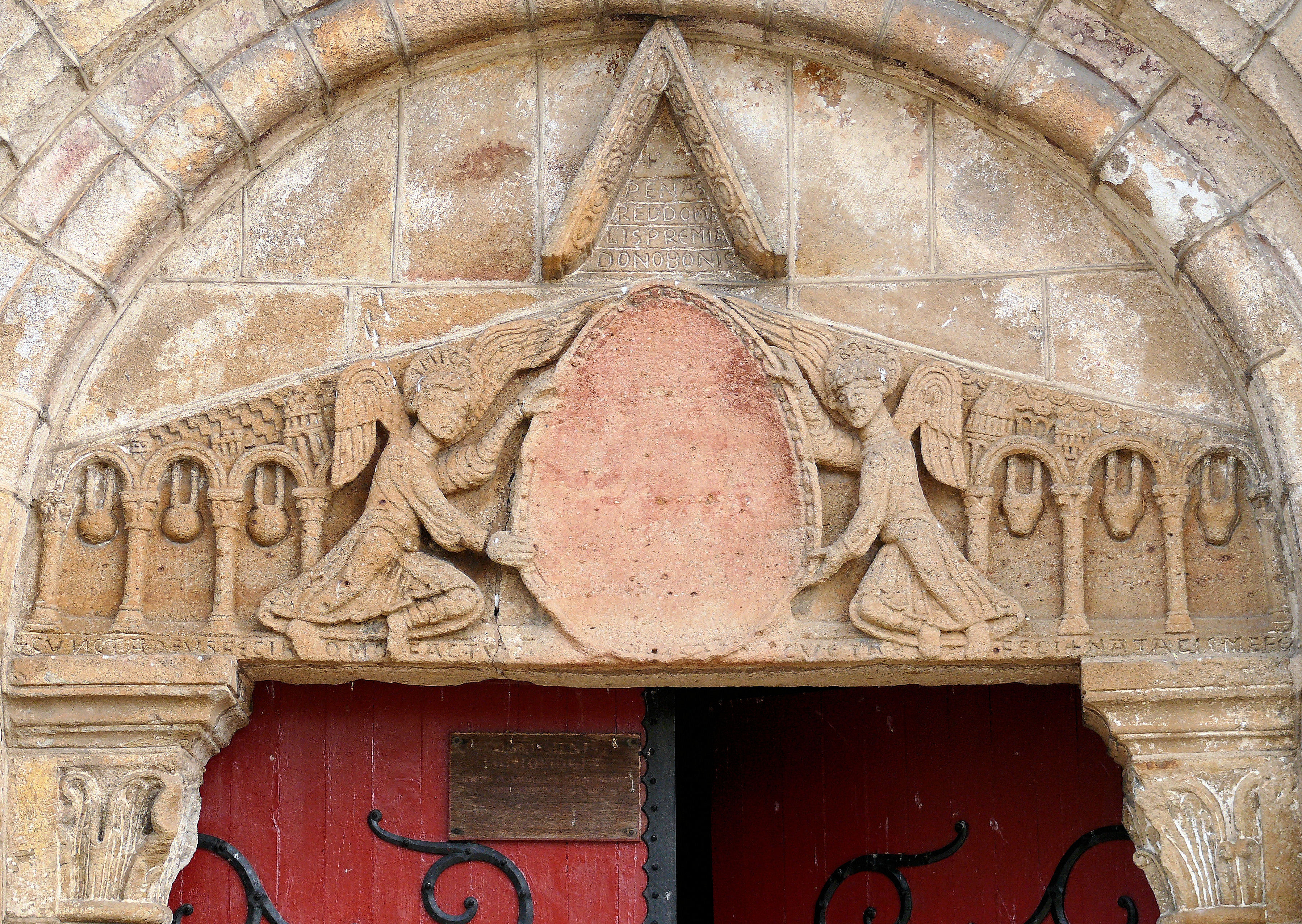
timpaan boven het hoofdportaal
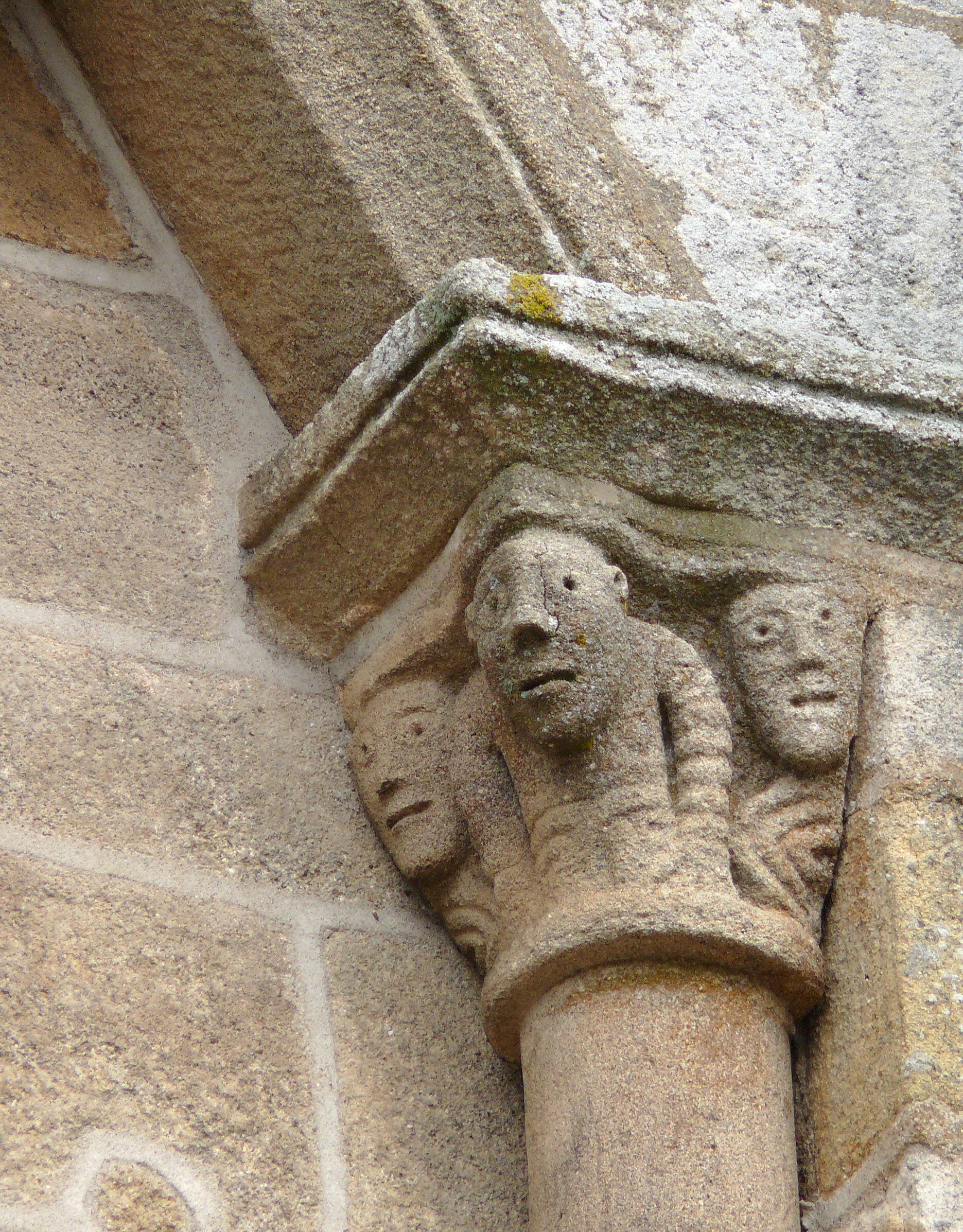
kapiteel van de klokkentoren
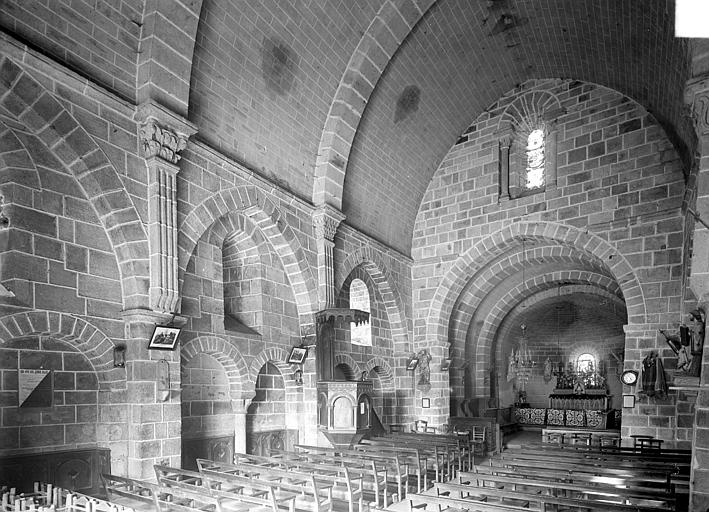
interieur (foto uit 1917)